# Michelangelo Crispi
Michelangelo Crispi (* 5. Februar 1972 in Catania) ist ein ehemaliger italienischer Leichtgewichts-Ruderer, der bei Weltmeisterschaften drei Gold- und drei Silbermedaillen gewann.

## Sportliche Karriere
Der 1,84 m große Michelangelo Crispi war 1990 Zweiter im Doppelvierer bei den Junioren-Weltmeisterschaften. 1991 siegte er im Leichtgewichts-Doppelzweier beim Match des Seniors, einem Vorläuferwettbewerb der U23-Weltmeisterschaften.
Im gleichen Jahr belegte Crispi den elften Platz im Leichtgewichts-Doppelzweier bei den Weltmeisterschaften 1991 in der Erwachsenenklasse. 1992 fanden in Montreal die Weltmeisterschaften in den nichtolympischen Bootsklassen statt. Der italienische Leichtgewichts-Doppelvierer mit Michelangelo Crispi, Francesco Esposito, Massimo Lana und Massimo Guglielmi siegte vor den Schweden und dem deutschen Boot. 1993 trat der italienische Leichtgewichts-Doppelvierer bei den Weltmeisterschaften in Račice u Štětí in der Besetzung Michelangelo Crispi, Enrico Gandola, Massimo Lana und Ivano Zasio an und gewann hinter den Österreichern die Silbermedaille zeitgleich mit dem deutschen Boot. 1994 wechselte Crispi in den Leichtgewichts-Doppelzweier. Bei den Weltmeisterschaften in Indianapolis siegte er zusammen mit Francesco Esposito vor den Neuseeländern und den Schweizern. 1995 belegte Crispi bei den Weltmeisterschaften in Tampere den 22. Platz im Leichtgewichts-Doppelzweier.
Bei den Olympischen Spielen 1996 in Atlanta standen erstmals Wettbewerbe im Leichtgewichts-Rudern auf dem olympischen Programm. Im Leichtgewichts-Doppelzweier waren 19 Boote am Start. Michelangelo Crispi trat zusammen mit Marco Audisio an. Die beiden waren Zweite im Vorlauf und gewannen ihren Hoffnungslauf. Nach dem vierten Platz im Halbfinale belegten sie im B-Finale den zweiten Platz und waren damit Achte in der Gesamtwertung.
1997 gewann Michelangelo Crispi zusammen mit Leonardo Pettinari die Weltcup-Regatta in Luzern. Bei den Weltmeisterschaften auf dem Lac d’Aiguebelette gewannen die beiden die Silbermedaille hinter den Polen und vor den Deutschen. 1998 siegten Crispi und Pettinari beim Weltcup in Hazewinkel und belegten in Luzern den zweiten Platz hinter den Deutschen. Bei den Weltmeisterschaften in Köln gewannen die Polen vor den Italienern und den Schweizern. 1999 siegten Crispi und Pettinari beim Weltcup in Luzern. Bei den Weltmeisterschaften in St. Catharines gewannen die beiden Gold vor den Australiern und den Deutschen.
Crispis internationale Karriere endete 1999, Pettinari ruderte 2000 zusammen mit Elia Luini. Crispi ruderte für Fiamme Gialle, die Sportabteilung der Guardia di Finanza.